# Échillais
 Échillais  es una población y comuna francesa, situada en la región de Poitou-Charentes, departamento de Charente Marítimo, en el distrito de Rochefort y cantón de Saint-Agnant.
En la comuna está la iglesia de Nuestra Señora, una pequeña iglesia románica del siglo XII.

## Demografía
| 1297 | 1476 | 1847 | 2575 | 2672 | 2821 |
| Para los censos de 1962 a 1999 la población legal corresponde a la población sin duplicidades (Fuente: INSEE [Consultar]) |      |      |      |      |      |